# Paranormal Activity 2
Paranormal Activity 2 – amerykański horror psychologiczny z 2010 r., który jest prequelem i jednocześnie kontynuacją niskobudżetowej produkcji z 2007 r. Paranormal Activity. Film swoją premierę w Polsce miał 22 października 2010 r.

## Obsada
- Sprague Grayden jako Kristi Rey
- Molly Ephraim jako Ali Rey
- Brian Boland jako Dan Rey
- Katie Featherston jako Katie
- Micah Sloat jako Micah
- Vivis Cortez jako Martine
- Seth Ginsberg jako Brad
- Jackson Xenia Prieto i William Juan Prieto jako Hunter Rey

## Fabuła
Akcja filmu rozgrywa się dwa i pół miesiąca przed wydarzeniami z pierwszej części. 2006 r. w domu Kristi i Dana Rey dochodzi do „włamania”. Wszystkie pokoje, z wyjątkiem sypialni ich małego synka Huntera są wywrócone do góry nogami. Jedyną rzeczą jaka zostaje skradziona jest naszyjnik, który Kristi dostała od swojej siostry Katie. Po tym incydencie, Dan dla bezpieczeństwa ich dziecka instaluje w domu kilka kamer. Wkrótce potem rodzina zaczyna słyszeć dziwne hałasy i obserwować samoistnie poruszające się przedmioty. Ich gosposia, Martine wierzy, że to złe duchy są przyczyną tych zjawisk i próbuje oczyścić dom z ich obecności, jednak Dan ją zwalnia. Kristi w rozmowie z Katie wspomina o tym, jak w dzieciństwie były dręczone przez nieznanego demona. Córka Dana, Ali postanawia zbadać te tajemnicze wydarzenia. Odkrywa, że czasami człowiek może zawrzeć umowę z demonem, by zdobyć bogactwo albo władzę, jednak ceną za to jest życie jego pierworodnego syna. Uświadamia też sobie, że Hunter jest pierwszym męskim potomkiem w rodzinie Kristi i Katie od czasów ich praprababki.
Tymczasem aktywność demona zaczyna rosnąć. Ofiarą jego wzmożonej agresji pada owczarek Abby, który zostaje zaatakowany i gwałtownie wyciągnięty poza obraz z kamery, słychać jedynie jak cierpi. Dan i Ali zabierają psa do weterynarza, zostawiając Kristi samą z dzieckiem. W momencie kiedy idzie do niego zajrzeć światło zaczyna migotać. Chce je znów włączyć, ale zostaje pochwycona przez niewidzialną siłę i wyciągnięta z pokoju na schody. Biegnie z powrotem na górę, ale gwałtownie coś ściąga ją na dół i wlecze ją aż do piwnicy, gdzie kobieta przebywa kilka godzin. W końcu kamera pokazuje otwierające się drzwi do piwnicy i opętaną Kristi idącą przez salon.
Następnego dnia w domu jest tylko Ali i Kristi, która nie chce wyjść z łóżka. Ali na wewnętrznej stronie drzwi do piwnicy znajduje dziwne, nieczytelne rysy i słowo Meus (po łacinie „mój”). Po chwili słyszy jakiś hałas, idzie do pokoju, gdzie zastaje płaczącego Huntera i ignorującą go Kristi, która agresywnie żąda by, go nie dotykała. Przestraszona Ali płacze i czeka, aż Dan wróci do domu, by mieć świadka dziwnej zmiany osobowości Kristi. Kiedy Dan wraca dziewczyna ogląda nagrania z poprzedniej nocy, chce by zobaczył materiał z ataku Kristi. Po jego obejrzeniu natychmiast dzwoni do Martine, a ta przygotowuje krzyż, który przeniesie demona na innego krewnego, dzięki czemu Kristi odzyska świadomość i nie będzie niczego pamiętała. Dan mówi Ali, że przeniesie demona na Katie, w ten sposób jego rodzina zostanie uratowana. Chociaż Ali prosi go, by tego nie robił, gdyż jest to nie fair w stosunku do Katie, Dan nie widzi innego wyjścia i nie daje się przekonać.
W nocy, kiedy próbuje użyć krzyża na Kristi, zostaje przez nią niespodziewanie zaatakowany, w tej samej chwili gasną wszystkie światła w domu. By znaleźć ją i dziecko, które też zniknęło, przestawia ręczną kamerę na tryb nocny. Gdy w końcu ją znajduje meble w cały domu zaczynają się przewracać a żyrandole w jadalni trząść. Kobieta ucieka do piwnicy, Dan biegnie za nią i po kilku minutach poszukiwania, zostaje przez nią znów zaatakowany. Udaje mu się dotknąć jej krzyżem, co powoduje, że kobieta upada na podłogę. Z hukiem uderza też o ziemię kamera. Po chwili słychać tylko nieludzkie wrzaski i ryki, które nagle ustają. Po wszystkim Dana kładzie Kristi do łóżka, a zdjęcie młodej Katie zaczyna płonąć.
Trzy tygodnie później, 18 września Katie odwiedza siostrę i opowiada jej o dziwnych rzeczach, które mają miejsce w jej domu. Później wraca do siebie i spotyka Micah, który właśnie nabył nową kamerę wideo. 9 października, noc po zamordowaniu Micah (część pierwsza Paranormal Activity), opętana i pokrwawiona Katie, włamuje się do domu siostry i zabija Dana skręcając mu kark. Później wchodzi po schodach i w pokoju Huntera stawia czoło Kristi, którą gwałtownie rzuca na ścianę i zabiera dziecko. W ostatniej scenie Katie wychodzi z pokoju, przytulając dziecko i z obłąkanym zadowoleniem patrzy na jej twarz.
W epilogu napisano, że Ali była na szkolnej wycieczce, a gdy 12 października wróciła do domu znalazła swojego martwego ojca. Los Katie i Huntera pozostał nieznany.

## Produkcja
Ogromny i niespodziewany sukces pierwszej części Paranormal Activity spowodował, że ciąg dalszy był tylko kwestią czasu. Wynajęty przez wytwórnie Paramount i DreamWorks scenarzysta Michael R. Perry napisał kontynuację historii zapoczątkowanej przez Orena Peliego (reżysera pierwszej części i producenta drugiej). Film w zasadzie jest prequelem i kontynuacją jednocześnie, gdyż pokazuje wydarzenia sprzed jedynki i tuż po niej. Kevin Greutert, reżyser Piły VI, początkowo miał zająć się sequelem, jednak wytwórnia Lions Gate Entertainment, z którą był związany zawarła klauzulę, która mu to uniemożliwiła (musiał zająć się reżyserią Piły 3D). Reżyserem został więc Tod Williams a produkcja ruszyła w maju 2010 r.

## Odbiór filmu
Drugą część, zarówno krytycy jak i widzowie przyjęli z mieszanymi odczuciami. Z jednej strony chwalono go za udaną i spójną historię, z drugiej wprowadzenie wątków komediowych nie wyszło zbyt dobrze, a sympatycy pierwszej części narzekali, że jest za mało straszny i miejscami przegadany. Większość krytyków uznała jednak, że choć film nie jest jakiś odkrywczy to nadal przeraża, a chwilami bywa nawet lepszy od oryginału.
Po sukcesie finansowym i reakcjach widzów, szef wytwórni Paramount Don Harris nie wykluczył powstania trzeciej części. Do realizacji Paranormal Activity 3 doszło.

### Box office
W dniu premiery film zarobił ponad 20 milionów dolarów, co uplasowało go na pierwszym miejscu w amerykańskim box office. Z kolei w weekend otwarcia zyski przekroczyły 41 milionów. Na świecie obraz zarobił już około 150 milionów dolarów a zważywszy na to, że cały film kosztował około 3 milionów jest to ogromny sukces kasowy.